# Великий колёсный путь
Великий колёсный путь (англ. Great Trunk Road (GTR), Shah Rah-e-Azam, урду شاہراہ اعظم‎‎, Sadak-e-Azam или Badshahi Sadak) — старинная дорога в Южной Азии длиной свыше 2500 км, которая проходит по северной части Индийского субконтинента от Бангладеш до Пешавара в Пакистане и Кабула (Афганистан). Вдоль дороги стоят города Калькутта, Бенарес, Дели и Лахор.
Дороги, соединяющие западную и восточную части Индии, существовали с глубокой древности. Уже Маурьи в III веке до н. э. проложили для повозок широкий путь между Таксилой и Паталипутрой. В целях сплочения своих завоеваний Шер-шах в XVI веке выстроил «великую дорогу» от своего родного города Сасарам в Бихаре до столичной Агры. При генерал-губернаторе Дальхузи она была модернизирована и продлена на северо-запад до Мултана в Пенджабе.
При императоре Акбаре на большей части этой дороги были установлены путевые столбы — кос-минары, отмечавшие расстояния около трёх километров (кос). У кос-минара всадники могли поменять коней и напиться.
Дорога была значительно модернизирована в британский период между 1833 и 1860 годами.
Проведенное исследование показывает, что дорога существовала уже во время рождения Будды и называлась Уттара, то есть «дорога на север». Салман Рашид приписывает строительство дороги  Чандрагупте Маурье. Во времена империи Маурьев в 3 веке до нашей эры международная торговля между Индией и многими странами Западной Азии и эллинистическим миром осуществлялась через города на северо-западе, главным образом в Таксиле (в настоящее время в Пакистане). Таксила была хорошо связана дорогами с другими частями империи Маурьев. Маyрианцы сохранили эту очень древнюю главную дорогу от Таксилы до Паталипутры (сегодня Патна, в Индии). У Чандрагупты Маурьи была целая армия, которая следила за содержанием этой дороги, о чем говорил греческий дипломат Мегасфен, который жил пятнадцать лет при дворе Маурьи. Говорят, что дорога построена в восемь этапов и соединяет города  Пурушапура, Таксила, Хастинапур,  Каннауй, Праяг, Паталипутра и Тамралипта на расстоянии около 2600 километров.
Шер-шах остается в любом случае единственным человеком, который упоминается как строитель полного участка дороги, называемого Шах-Рах-и-Азам (в языке урду شاہراہ اعظم или «Великая дорога»). Во время его правления были построены караван-сараи и посажены деревья вдоль всего участка, по обе стороны дороги, чтобы обеспечить тень для путешественников. Колодцы были вырыты, особенно вдоль участка Таксила. Позже моголы продлили дорогу на восток до Читтагонга и на запад до Кабула и назвали эту дорогу Сарак-и-Азамом (язык урду سڑک اعظم), что означает «Великая дорога». В 1830-х годах Британская Ост-Индская компания начала планировать строительство асфальтированной дороги, как для коммерческих, так и для административных целей. Дорога Grand Trunk Road из Калькутты в Пешавар (в настоящее время в Пакистане) через Дели была перестроена по цене 1000 фунтов стерлингов за милю, и были созданы Департамент общественных работ и Индийский технологический институт Рурки для обучения и найма местных инспекторов, инженеров и надзирателей, чтобы реализовать, а в будущем и поддерживать те и другие дорожные работы.
На протяжении веков дорога была одним из основных торговых путей в регионе и облегчала как путешествия, так и почтовые коммуникации.
Дорога до сих пор используется для автомобильных перевозок в Индии, ее части были увеличены и включены в национальную систему автомобильных дорог, сохранив прежнее название.
Онa совпадает с нынешними N1 (Бангладеш) (из Читтагонга в Дакку), N4 (Бангладеш) и N405 (из Дакки в Сираджгандж), N5 (Бангладеш) (из Сираджганджа в Наторе) и N6 (Бангладеш) (из Наторе в Раджшай к Пурнеа в Индии) в Бангладеш ; NH 12 (Индия) (от Раджшахи до Пурнеа), NH 27 (Индия) (от Пурнеа до Патны), NH 19 (Индия) (от Патны до Агры), NH 44 (Индия) (от Агры до Джаландхара через Нью-Дели , Сонипат , Амбалу и Лудхияну) и NH 3 (Индия) (от Джаландхара до Аттари, от Амритсара до Лахора , Пакистан); N-5 (из Лахора, Гуджранвала, Гуджрата, Джелума, Равалпинди, Пешавара и Хайберский проход, в Джелалабад в Афганистане) в Пакистане и AH1 (Афганистан) (из Торкхама, Джелалабада в Кабул) в Афганистане.

## В литературе
Путь фигурирует в романе Редьярда Киплинга «Ким»:

Гляди! Брахманы и чамары, банкиры и медники, цирюльники и банья, паломники и горшечники — весь мир приходит и уходит. Для меня это как бы река, из которой меня вытащили, как бревно после паводка. Река жизни, не имеющая себе равных во всём мире. В самом деле, Великий Колёсный Путь представляет собой замечательное зрелище. Он идёт прямо, неся на себе густую подвижную индийскую толпу на протяжении полутора тысяч миль.— Редьярд Киплинг. «Ким».